# Pronectria echinulata
Pronectria echinulata är en lavart som beskrevs av Lowen 1999. Pronectria echinulata ingår i släktet Pronectria och familjen Bionectriaceae.   Inga underarter finns listade i Catalogue of Life.